# Ari Freyr Skúlason
En aquest nom islandès, el darrer nom és un patronímic, no pas un cognom. La manera de referir-se a aquesta persona és pel nom de pila.
Ari Freyr Skúlason (nascut el 14 de maig de 1987) és un jugador de futbol islandès que juga al'OB a Dinamarca després d'haver jugat prèviament a Islàndia i Suècia, després d'haver estat també com juvenil als Països Baixos.